# Máquina empujamonedas
Una máquina empuja monedas es una máquina tragamonedas, primordialmente para diversión, en la que las monedas insertadas se empujan en uno o más niveles con el fin de lograr ganar un premio 
o las monedas que subsecuentente caen. Se llegan a encontrar en lugares públicos de diversión, y el objetivo es el entretenimiento presentado con la principal meta de mejorar la inversión por medio de lograr que la última moneda empuje a las monedas ya contenidas en la máquina.

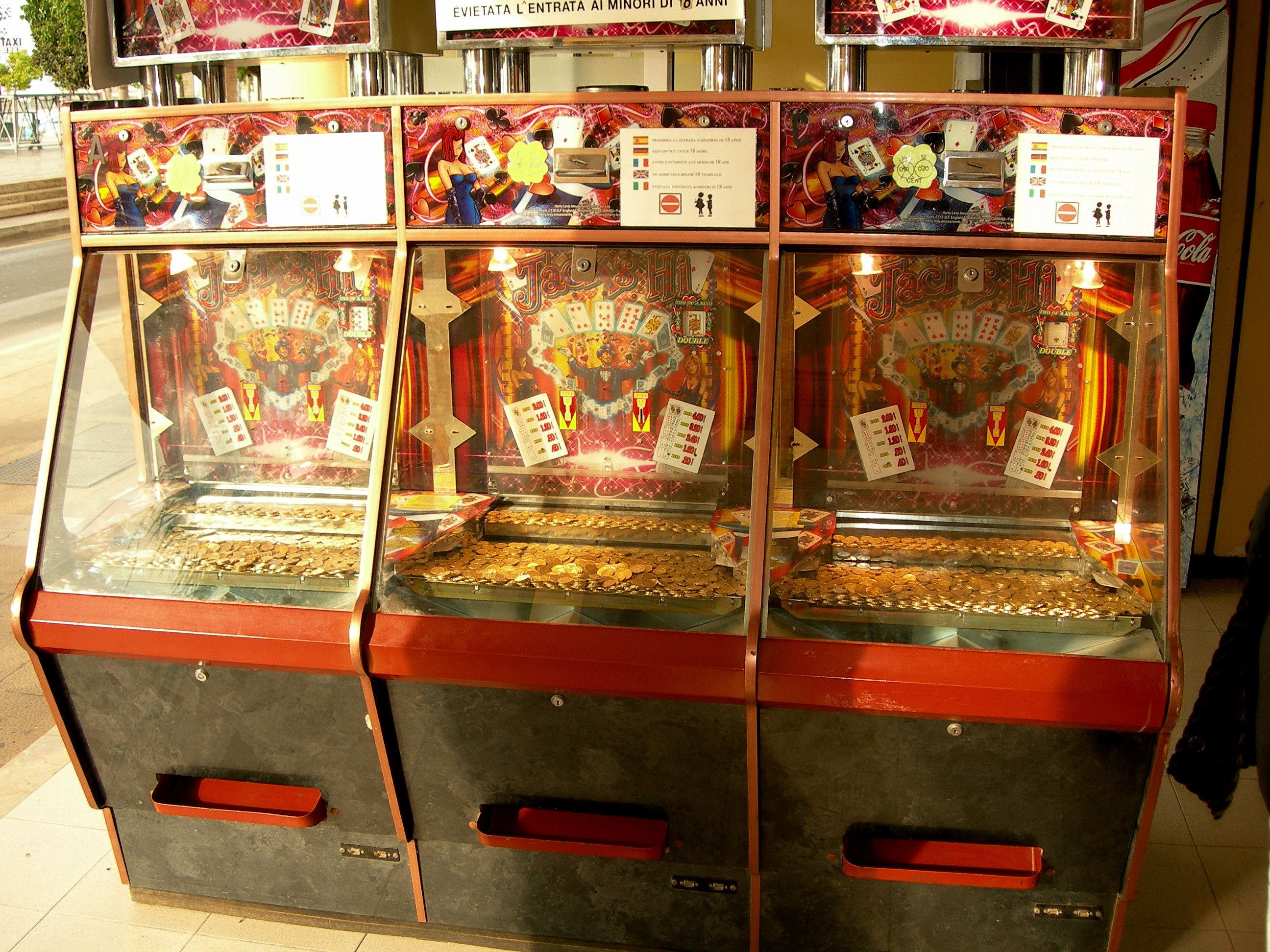
Porta monedas con ranura en la parte superior

Las máquinas empujamonedas representan un grupo de máquinas que se pueden encontrar generalmente en el recinto ferial, o en locales de videojuegos conocidos comúnmente por el anglicismo arcade. 
Con estos dispositivos hay una especie de diapositiva dentro de una caja de vidrio que empuja un poco las monedas que caen hacia adelante para que las monedas puedan conectarse con otras.
Con el tiempo, las monedas traseras empujarán las monedas delanteras hacia las ranuras, o las monedas caerán provocando la emisión de fichas, con las que el jugador puede canjear ganancias como juguetes de plástico, encendedores o peluches.

## Historia
Los dispositivos se inventaron a mediados de la década de 1960. Sega fue un fabricante importante. El principal fabricante de las máquinas pequeñas es la empresa holandesa Valco Speelautomaten B.V. Netherlands  Automaten. 

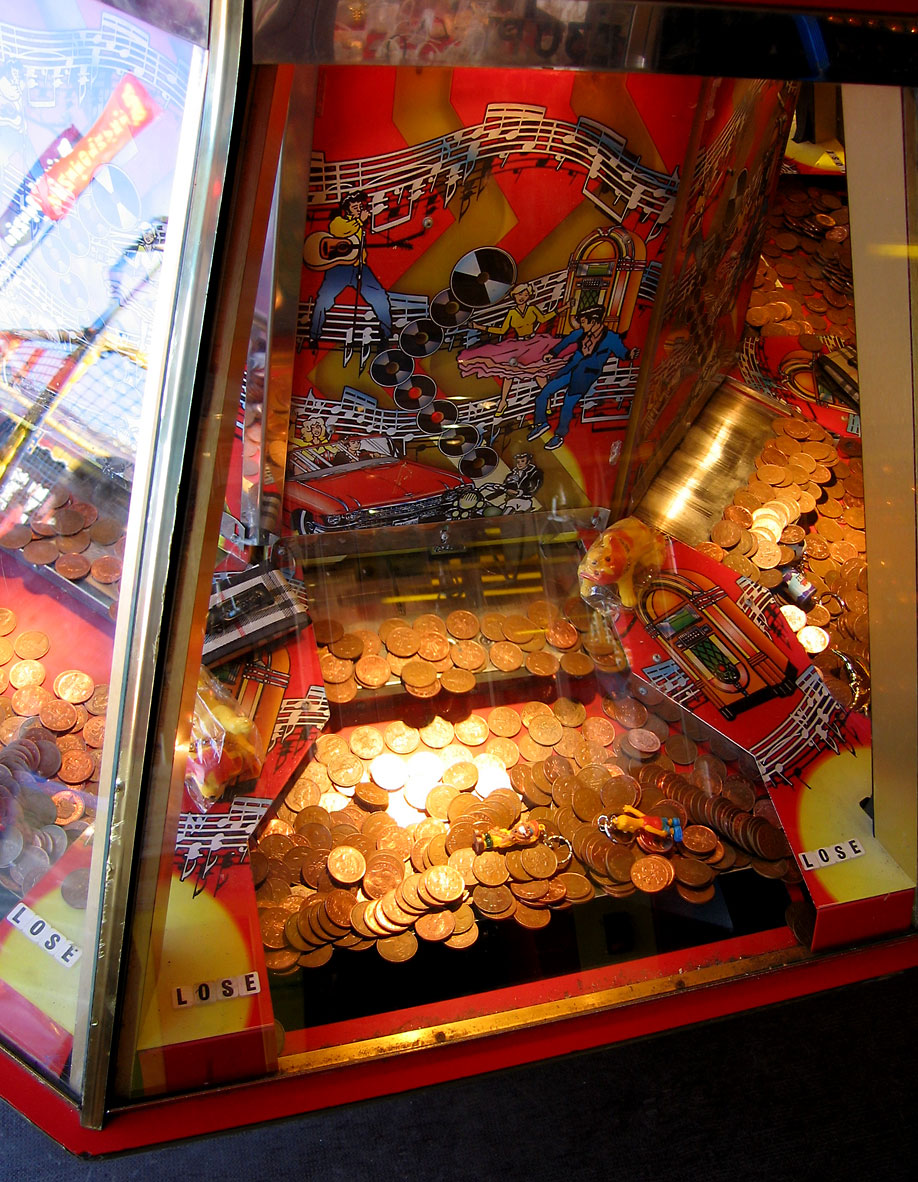
Empujador de monedas (detalle)

La máquina suele tener dos niveles uno encima del otro, sobre los que ya se encuentran las monedas. Puede verlos a través de un panel de vidrio. En la parte superior hay una, a menudo dos, ranuras para monedas en las que se puede insertar una moneda. Esto se desvía mediante pines en la parte posterior del dispositivo. Luego primero cae al nivel superior, que se mueve hacia adelante y hacia atrás. A veces este nivel se divide por la mitad para que uno esté alternativamente al frente y el otro al fondo. Si el nivel está en la parte posterior, la moneda es empujada hacia adelante por la pared posterior y, a su vez, idealmente empuja una o más monedas hacia adelante para que caigan desde el borde al nivel inferior. El borde de ataque del nivel superior actúa como un tobogán para las monedas en el nivel inferior. Frente al nivel más bajo está el cabrestante, en el que caen las monedas que allí se empujan. A menudo hay varias monedas colgadas en la parte delantera del cigarrillo.

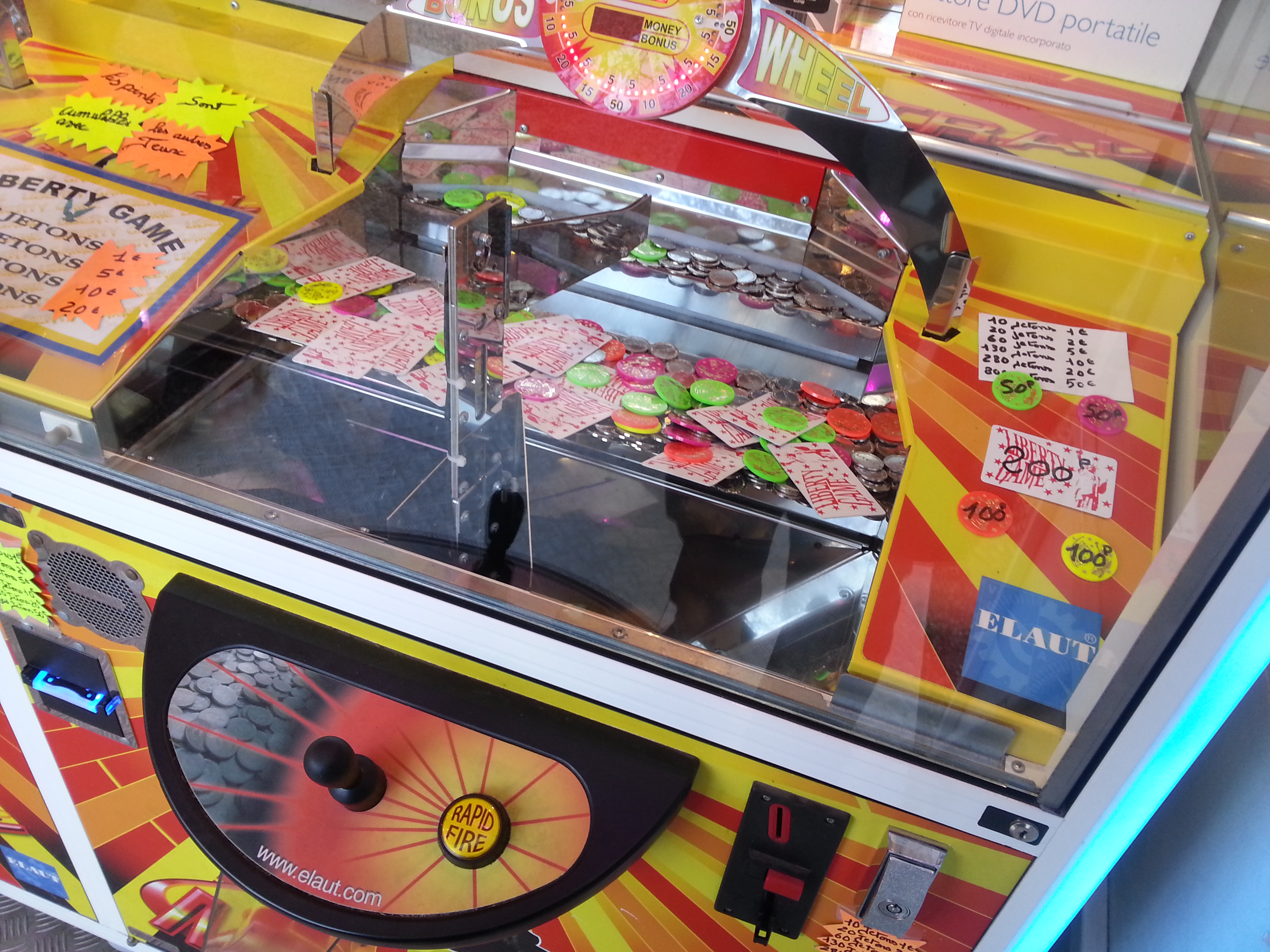
Bandeja de monedas - Feria de los placeres de Quinconces - Burdeos, marzo de 2014

Con las correderas de monedas más pequeñas, la ranura está en la parte delantera, un poco a la derecha del centro. Las monedas se acercan al tobogán a través de un riel largo. A diferencia de las máquinas grandes, estas son i. re. Por lo general, están diseñadas para que solo haya una capa de monedas en la superficie de juego, y generalmente solo tienen un nivel de juego. Si se ha ganado colocando una moneda en la ranura ganadora, algunos modelos ofrecen una segunda oportunidad de ganar mediante un juego de azar, por ejemplo.

## Atractividad
La atractividad de esta forma trile automatizado, consiste en el parpadeo de monedas, que llaman la atención, que aparentemente solo necesitan un empujón para saltar a las manos del jugador. 

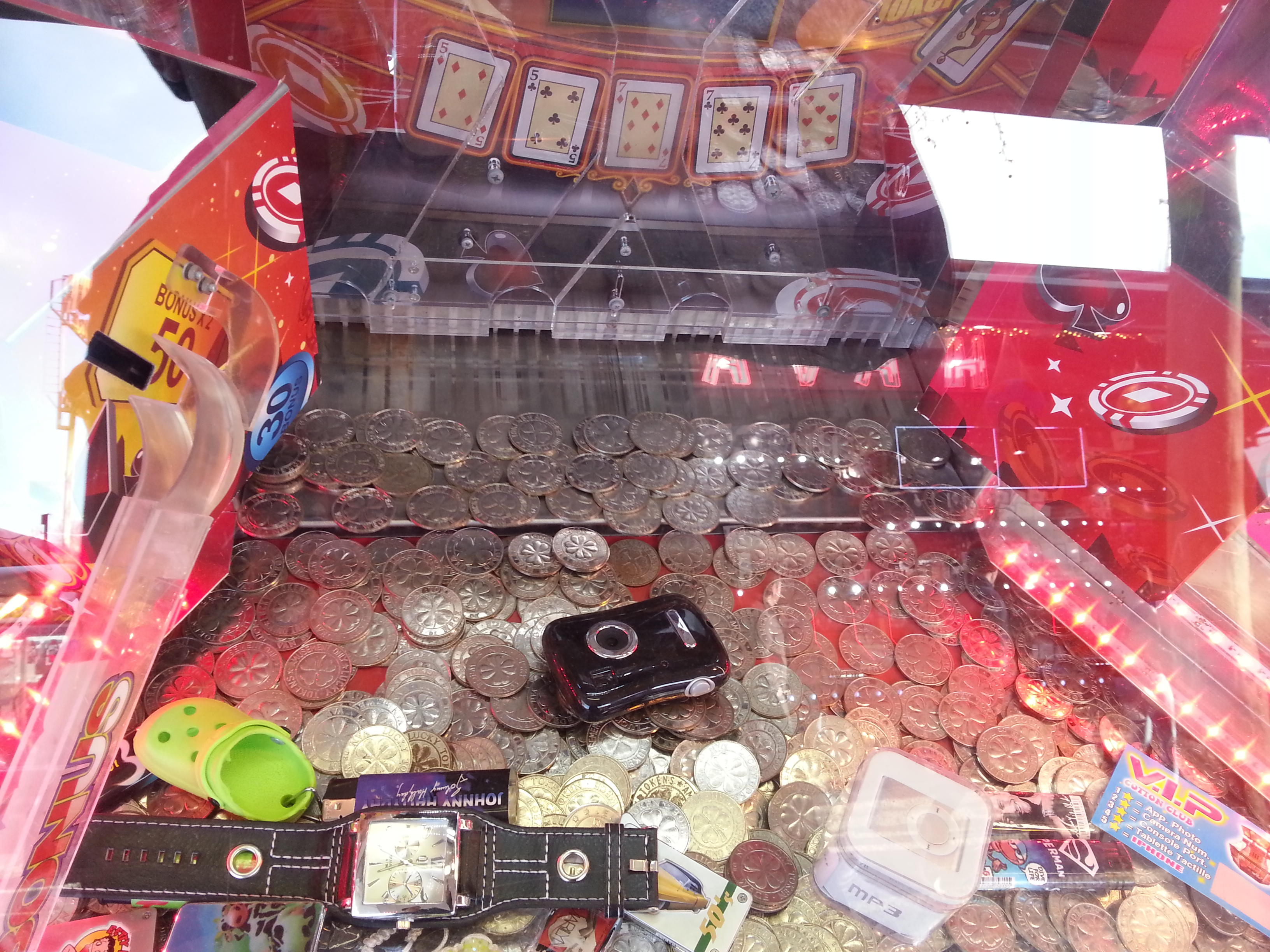
Pousse pièces